# Andrew McAuley
Andrew McAuley (Goulburn, 7 agosto 1968 – Mar di Tasman, scomparso il 9 febbraio 2007) è stato un alpinista e canoista australiano.
Noto per le scalate e le traversate di tratti di mare in kayak.
È scomparso durante un tentativo di attraversata in kayak in solitaria del Mar di Tasman, una traversata di 1.600 km, nel febbraio del 2007.

## Biografia
Nel 2003 effettuò la prima traversata dello Stretto di Bass, un braccio di mare che separa l'Australia meridionale dalla Tasmania. L'anno successivo intraprese l'attraversata del Golfo di Carpentaria, tra Australia e Nuova Guinea e nel 2006 guidò una spedizione nel Territorio Antartico Australiano, dove navigò per oltre 800 km nel Circolo Antartico.

### Scalate
McAuley si è arrampicato su svariate vette in Australia, Nuova Zelanda, Pakistan e Patagonia. Preferiva sperimentare nuove vie ed effettuare scalate di esplorazione, piuttosto che ricalcare strade già battute.

### La traversata del Mar di Tasmania e la morte
Nel dicembre del 2006, Andrew effettuò il primo tentativo di attraversare il Mar di Tasmania in un kayak singolo standard che però fallì a causa dell'eccessiva temperatura all'interno della cabina.
Il secondo tentativo iniziò l'11 gennaio 2007 e si concluse tragicamente con il ritrovamento del kayak parzialmente allagato il 10 febbraio, ad appena 30 miglia dal punto di arrivo a Milford Sound. Iniziarono le ricerche del corpo, che vennero interrotte il 12 febbraio, senza successo.

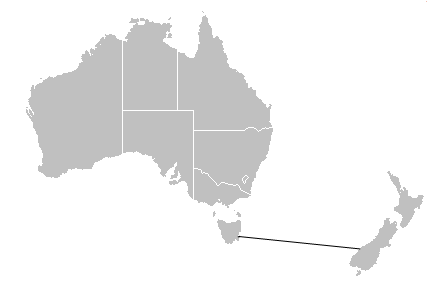
La traversata del Mar di Tasmania

Per poter dormire doveva scivolare con il corpo lungo il kayak, e rimanere con un braccio appoggiato sull'addome e l'altro lungo il fianco e chiudere ermeticamente il "boccaporto" con un bulbo in fibra di vetro (soprannominato "Casper") che rendeva possibile superare le condizioni più dure durante le tempeste, inevitabili in quel tratto d'oceano. Quando il bulbo era inutilizzato e posto nella sua posizione di riposo dietro la schiena di Andrew, in caso di cappottamento il kayak avrebbe potuto riempirsi d'acqua. Perciò, nel caso fosse accaduto, egli avrebbe dovuto uscire dal kayak, rimetterlo nella corretta posizione e provvedere ad auto-soccorrersi. Probabilmente fu questa la causa del fallimento. Quando il kayak fu ritrovato la capsula era sparita. Si suppone sia stata strappata da un'onda anomala, come dimostrato da una delle corsie su cui era incardinata, che risultava danneggiata.
Jonathan Borgais, un esperto marinaio che stava guidando la spedizione fornendo le previsioni meteorologiche, fece questa osservazione:
(Jonathan Borgais)
Il documentario dell'impresa di Andrew, "Solo: Lost at sea", include spezzoni di video recuperati dalla memory card della sua videocamera, così come interviste al suo team durante la spedizione. Inizia con l'angosciante chiamata da lui effettuata il 9 febbraio, nella quale, con una voce particolarmente provata, chiede un estremo aiuto:
I've got an emergency situation.

I'm in a kayak about 30 kilometres from Milford Sound.

I need a rescue.

My kayak's sinking,

fell off into the sea,

and I'm going down.»
Mi trovo in una situazione di emergenza.

Sono in un kayak a circa 30 chilometri da Milford Sound.

Ho bisogno di soccorso.

Il mio kayak sta affondando,

sprofondando in mare,

e sto annegando.»
(Andrew McAuley, via radio dal suo kayak il 9 febbraio 2007)
Nella stessa estate un kayak speciale costruito per due persone ha attraversato il Mar di Tasmania lungo una rotta più a nord (traversata nota con il nome Crossing the ditch). Un particolare spirito di competizione deve aver spinto Andrew ad effettuare la traversata in quel periodo.